# WWE Capitol Punishment
Capitol Punishment là 1 pay-per-view được tổ chức ngày 19-6-2011 bởi WWE, tại Verizon Center, Washington, D.C.

## Tổ chức
WWE Capitol Punishment là 1 PPV của WWE để thay thế cho WWE Fatal 4-Way. WWE đã quảng cáo cho PPV này từ 22-5. Video quảng cáo lấy từ những hình ảnh thật của tổng thống Barack Obama trong các bài phát biểu, nhưng WWE có sửa chữa và ghép vào các đoạn ghi hình các superstar đang phỏng vấn ngài tổng thống.
Poster của PPV là hình ảnh tổng thống Obama trong vai trò là 1 trọng tài đứng giữ Rey Mysterio và John Cena. WWE cũng có mời tổng thống Obama dự Capitol Punishment. Obama đã có 1 bài phát biểu với các WWE Universe và nhảy breakdance trên sàn đấu cùng Booker T.

## Kết quả

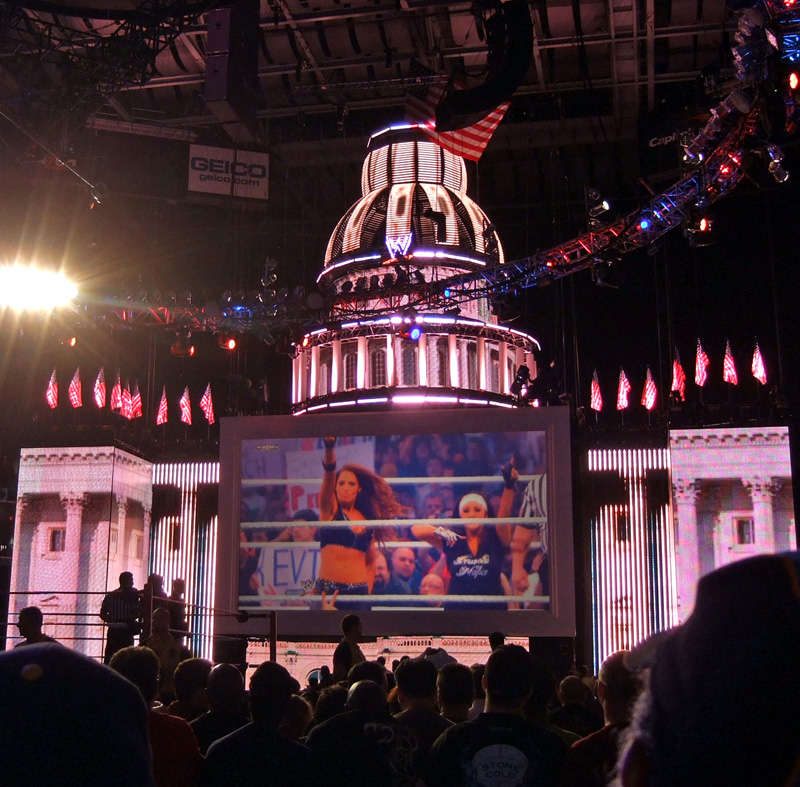
"Sân khấu" WWE Capitol Punishment PPV

| #                               | Trận đấu                                                                   | Hình thức                                  | Thời gian |
| ------------------------------- | -------------------------------------------------------------------------- | ------------------------------------------ | --------- |
| Dark                            | Santino Marella và Vladimir Kozlov đánh bại Justin Gabriel và Heath Slater | Tag team match                             | n/a       |
| 1                               | Dolph Ziggler (cùng Vickie Guerrero) đánh bại Kofi Kingston (c)            | Đấu đơn, WWE United States Championship    | 11:06     |
| 2                               | Alex Riley đánh bại The Miz                                                | Đấu đơn                                    | 10:13     |
| 3                               | Alberto Del Rio đánh bại Big Show bởi submission                           | Đấu đơn                                    | 4:57      |
| 4                               | Ezekiel Jackson đánh bại Wade Barrett (c) bởi submission                   | Đấu đơn, WWE Intercontinental Championship | 6:36      |
| 5                               | CM Punk đánh bại Rey Mysterio                                              | Đấu đơn                                    | 15:02     |
| 6                               | Randy Orton (c) đánh bại Christian bởi "bad call" từ trọng tài             | Đấu đơn, World Heavyweight Championship    | 14:06     |
| 7                               | Evan Bourne đánh bại Jack Swagger                                          | Đấu đơn                                    | 7:12      |
| 8                               | John Cena (c) đánh bại R-Truth                                             | Đấu đơn, WWE Championship                  | 14:47     |
| (c): nhà vô địch trước trận đấu |                                                                            |                                            |           |